# Кириленко, Мария Ивановна
Мария Ивановна Кириленко (в девичестве — Троян) (10 сентября 1935, с. Пулемётовка, Булаевский район, Карагандинская область, Казакская АССР, РСФСР, СССР — 31 мая 1990, с. Придорожное, Возвышенский район, Северо-Казахстанская область, Казахская ССР, СССР) — советская крестьянка, Герой Социалистического Труда (1966).

## Биография
Родилась в селе Пулемётовка (ныне — Район Магжана Жумабаева, Северо-Казахстанская область). Отец погиб на фронте Великой Отечественной войны, мать работала в колхозе и воспитывала четверых детей.
В 14 лет оставила школу и ушла работать на ферму — в совхоз «Советский» (Булаевский район, Северо-Казахстанская область). Была старшей свинаркой в совхозе и внесла большой вклад в развитие своего села. За свою деятельность награждена множеством наград: 22 марта 1966 года Постановлением Верховного Совета СССР награждена званием Героя Социалистического Труда и медалью «Серп и Молот». Также награждена орденом Ленина, орденом «Знак почета», медалями «За доблестный труд», «За освоение целинных земель» и другими многочисленными наградами.
Скончалась 31 мая 1990 года в селе Придорожное Веселовского сельского округа Возвышенского района Северо-Казахстанской области, где проживала после выхода на пенсию.
23 августа 2013 года в селе Советское района Магжана Жумабаева ко Дню Конституции Республики Казахстан был торжественно открыт памятник Марии Ивановне Кириленко.

### Семья
Была замужем за механизатором Кириленко Владимиром Захаровичем. В браке родились трое детей: старшая дочь Вера Владимировна Ляшенко работает в социальной сфере. В настоящее время в селе Советское проживают внуки Марии Ивановны и 10 правнуков.